# Biệt thự Müller

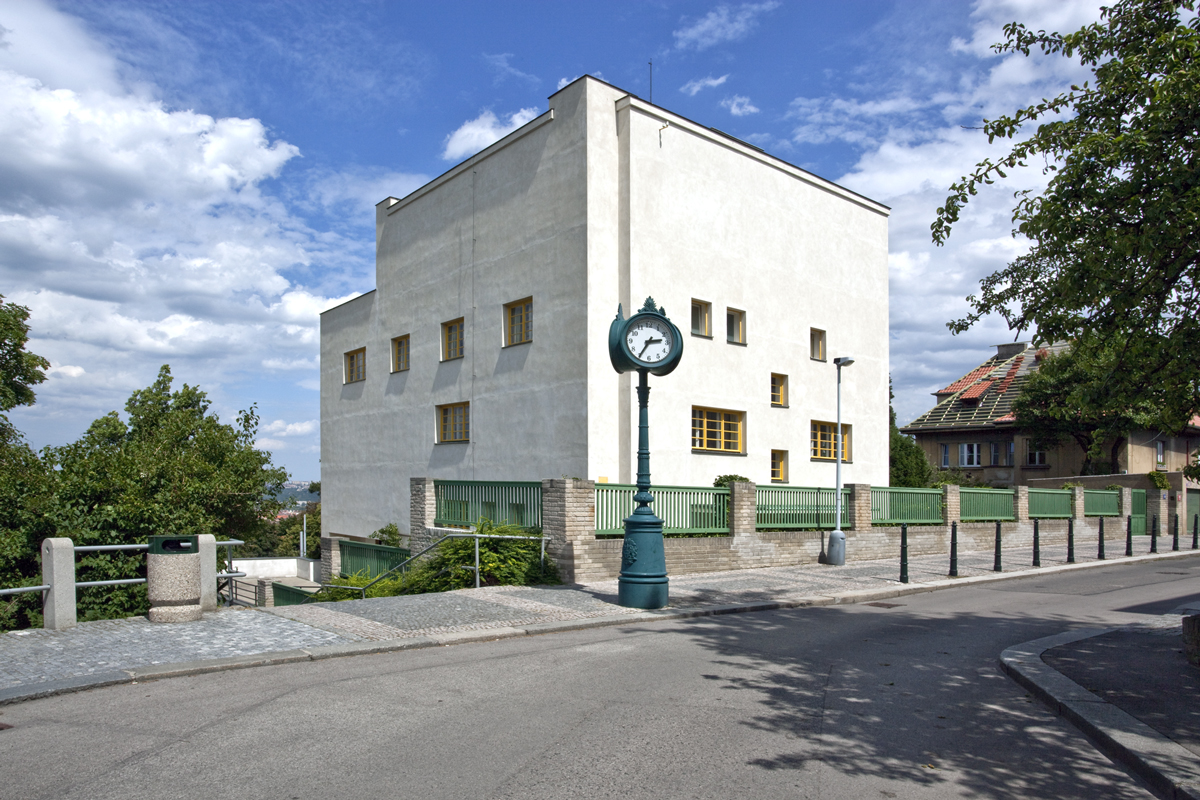
Lối vào chính bên đường

Biệt thự Müller (tiếng Séc: Müllerova vila, tiếng Đức: Haus Müller) là biệt thự xây dựng dưới bàn tay của kiến trúc sư Adolf Loos theo trường phái Kiến trúc hiện đại, tọa lạc tại thủ đô Praha, Cộng hòa Séc. Ngôi nhà xây dựng từ năm 1930 và là nơi ở của František Müller (sở hữu công ty xây dựng tại Plzeň).

## Lịch sử
František Müller là kỹ sư và đồng sở hữu công ty sản xuất bê tông cốt thép Kapsa-Müller. Kiến trúc sư Karel Lhota hợp tác cùng František Müller và Loos để hoàn thiện bản vẽ thiết kế biệt thự. Sau khi tòa nhà hoàn thành, Loos tổ chức sinh nhật lần thứ 60 của mình ở đó với một vài người bạn.
Hai vợ chồng sống trong căn biệt thự cho đến ngôi nhà rơi vào tay của những người Cộng Sản vào năm 1948. Năm 1968, sau khi Milada Müllerová qua đời, những thứ có giá trị nhất của Biệt thự được Bảo tàng Nghệ thuật Ứng dụng và Phòng trưng bày Quốc gia thu mua lại. Sau này, Cộng hòa Tiệp Khắc công nhận căn biệt thự này là di tích Quốc gia và sử dụng làm kho lưu trữ, thư viện và sau đó là địa điểm của Viện Chủ nghĩa Marx - Lenin. Sau khi chủ nghĩa Cộng sản sụp đổ năm 1989, ngôi nhà được bàn giao lại cho con gái của Müllers, Eva Maternová. Bà bán biệt thự cho Thành phố Praha vào năm 1995 và đưa căn nhà cho Bảo tàng Thành phố Praha quản lý. Năm 1998, ngôi nhà tu bổ lại và mở cửa với tư cách một bảo tàng vào năm 2000.

## Kiến trúc biệt thự
Biệt thự Müller nổi lên với bước ngoặt sáng tạo của kiến trúc hiện đại thời kỳ đầu. Đây là biểu tượng của những ý tưởng mang tính kinh tế và tính hữu dụng của trong phong cách kiến trúc của Loos.
Lý thuyết của Loos trong việc bài trí ngôi nhà đã được bàn luận trong bài viết "Trang trí và Tội phạm " (tiếng Anh: Ornament and Crime, 1908) của ông. Trong bài luận, Loos lên án sự thiếu tinh tế trong cách trang trí mặt tiền. Đối với ngoại thất của biệt thự Müller, Loos thiết kế mặt tiền dựa theo cấu trúc hình khối màu trắng. Ông cũng muốn làm rõ sự khác biệt giữa quang cảnh  bên ngoài và không gian riêng tư bên trong nhà. Do đó, nội thất được trang trí xa hoa, tiện nghi và mặt tiền xây bằng đá cẩm thạch, gỗ và lụa.

## Colomina: không gian và tình dục
Nhà sử học kiến trúc Beatriz Colomina đánh giá và bàn luận về kiến trúc Biệt thự Müller trong cuốn sách Tình dục và Không gian (1992, tiếng Anh: Sexuality and space), cuốn sách nói về các mối quan hệ giữa tình dục và không gian bên trong công trình. Bài luận của Colomina, Bức tường ngăn cách: Thói hay nhìn trộm vào trong nhà (tiếng Anh: The Split Wall: Domestic Voyeurism), đưa ra quan điểm về ý nghĩa thực sự của những cửa sổ mờ ảo có mái che mà Loos lắp đặt trong biệt thự.